# The Frontier Child
The Frontier Child è un cortometraggio muto del 1912 diretto da Thomas H. Ince

## Produzione
Il film fu prodotto dalla 101-Bison e dalla New York Motion Picture.

## Distribuzione
Il film - un cortometraggio in due bobine - uscì nelle sale cinematografiche statunitensi il 13 settembre 1912, distribuito dalla Film Supply Company.